# Кронверк

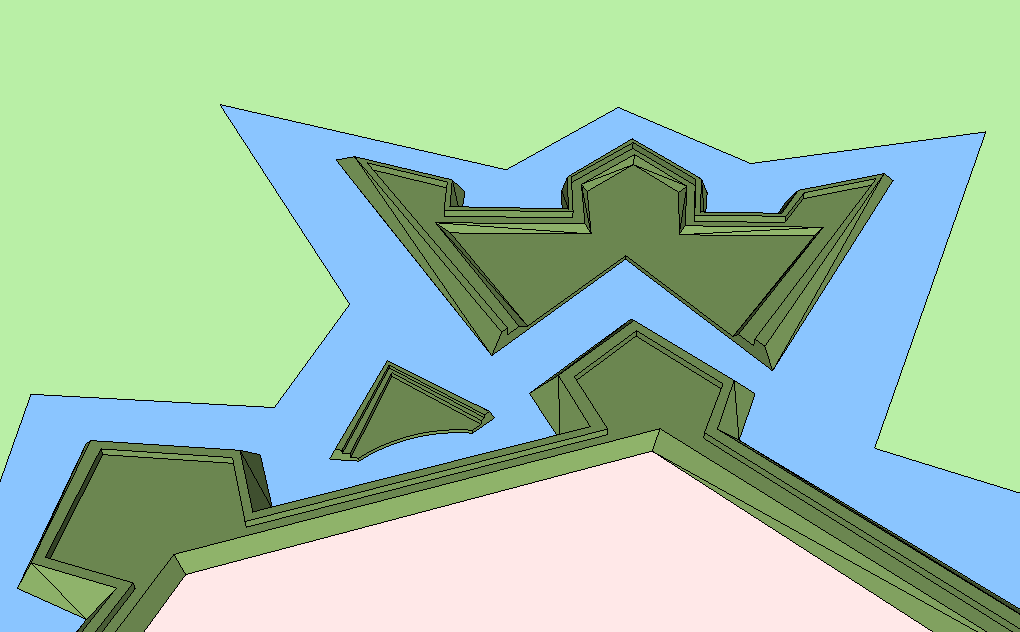
Схема кронверка.

Кронверк (нем. Kronwerk — «коронообразное укрепление») — наружное вспомогательное укрепление в европейской фортификации XVI—XVIII веков, служившее для усиления крепостного фронта и состоявшее из одного бастиона и двух полубастионов на флангах, придававших ему вид короны.
Кронверк делался напротив крепостных куртин, а иногда — перед бастионами. Укрепление соединялось с крепостью двумя длинными боками. Кронверки были изобретены Ф. Марки: их широкое распространение началось с Нидерландов. Кронверк решал две тактические задачи: мешал нападающим сосредоточить силы в атаке на главный вал крепости и служил плацдармом для контратак.

## Кронверк Петропавловской крепости

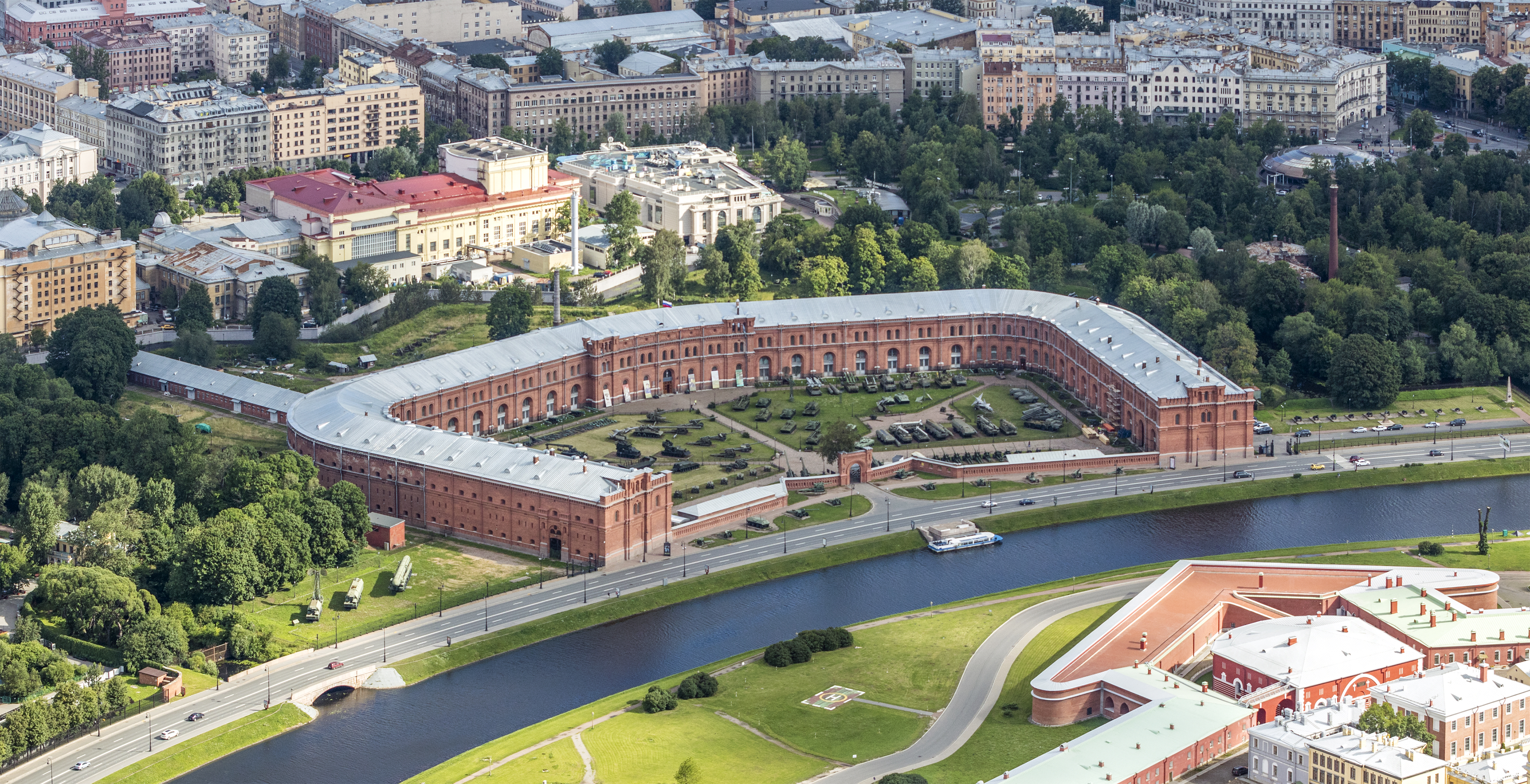
Кронверк Петропавловской крепости с построенным позже подковообразным фортом

В России в Санкт-Петербурге известен кронверк Петропавловской крепости. Сама крепость занимает относительно небольшой Заячий остров практически целиком, а подходы к ней с севера были прикрыты земляным кронверком. Кронверк имеет в плане форму зубчатой короны: он расположен на небольшом искусственном Артиллерийском острове, омываемом Кронверкским проливом и Кронверкским протоком. Последний отделяет кронверк от открытого предкрепостного пространства (гласиса), занимаемого с XIX века Александровским парком.
На этом острове позже был построен подковообразный краснокирпичный форт, служивший арсеналом крепости. Автором проекта был архитектор П. И. Таманский, руководителем работ — военный инженер А. И. Фельдман. Строительство началось в 1850 году, но из-за Крымской войны затянулось до 1860-го. Ныне здание занимает Военно-исторический музей артиллерии, инженерных войск и войск связи Минобороны России. Вокруг форта располагаются образцы старинной и современной военной техники. На восточном фасе кронверка стоит памятник казнённым здесь руководителям восстания декабристов.